# Religiones del este asiático

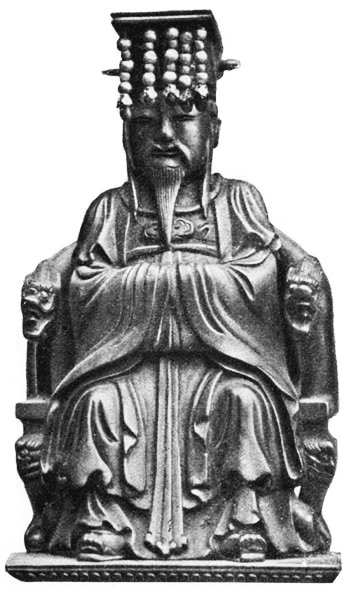
Estatua de bronce del pensador chino Confucio (551-479 a. C.).

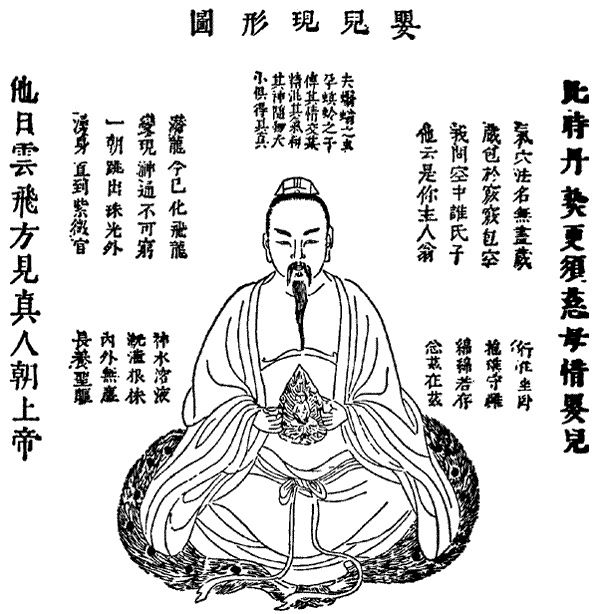
El alma inmortal del adepto taoísta.

Carácter chino correspondiente al tao.

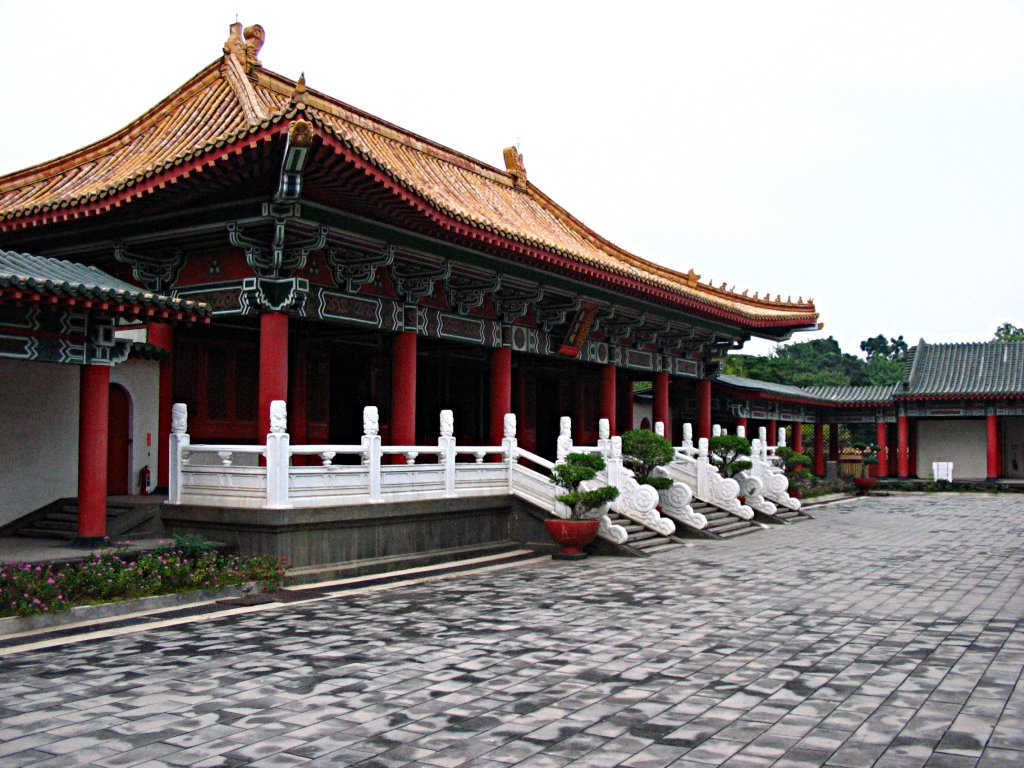
Templo confucianista en Kaohsiung (Taiwán).

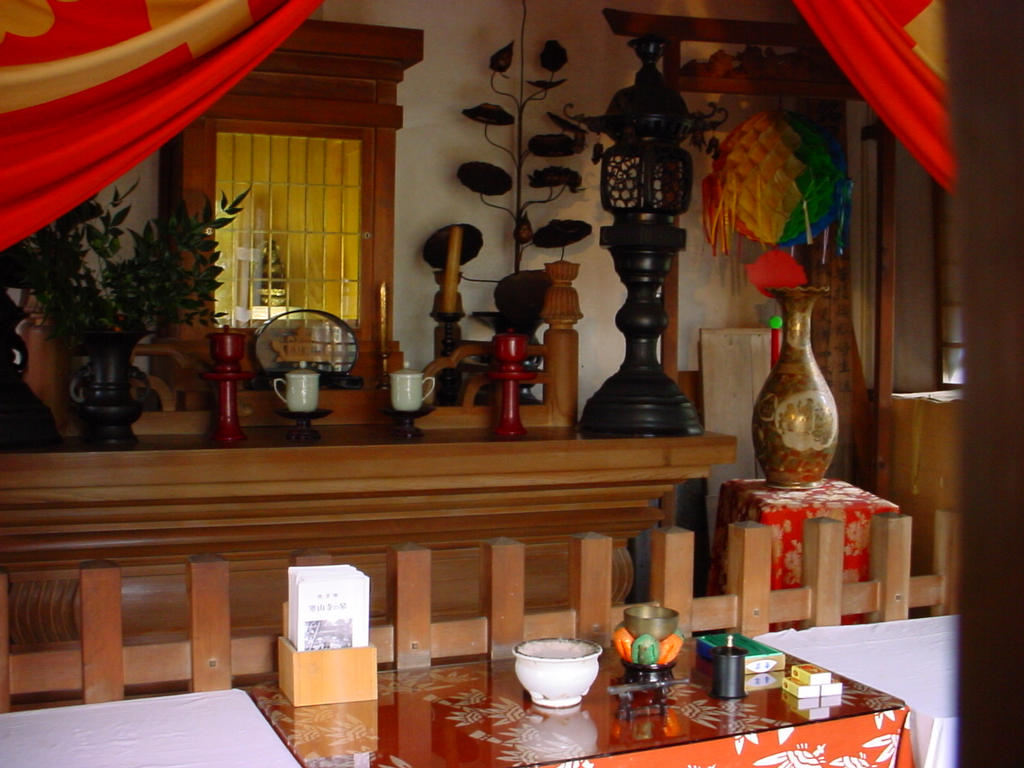
Altar de un templo sintoísta.

En el ámbito de la religión comparada, las religiones del este asiático (religiones del extremo oriente, religiones chinas o religiones taoístas), forman un subconjunto en las religiones orientales.
Este grupo incluye a la religión tradicional china (incluyendo Taoísmo y Confucianismo), cao dai, cheondogyo, I-Kuan Tao, tenrikyo y sintoísmo.
Estas tradiciones o doctrinas religiosas focalizan en el concepto del tao (‘camino’; en pinyín dào, en coreano do, en japonés dō, y en vietnamita đạo).
Su lugar entre las religiones mayoritarias es comparable con las religiones abrahámicas y dhármicas al contar con unos 500 millones de miembros en todo el mundo.
Las doctrinas chinas más antiguas definen el tao y abogan por cultivarlo.
Algunas escuelas antiguas se unieron a diversas tradiciones, algunas de ellas ya inactivas ―como el moísmo (siglo V a. C.) y otras decenas de doctrinas― mientras en otras el taoísmo persiste hasta el día de hoy.
Normalmente estas religiones son politeístas (tienen muchos dioses) o no teístas (no tienen ningún dios), pero existen variaciones henoteístas, monoteístas, panteístas, panenteístas y agnósticas, tanto fuera como dentro de Asia. Estas religiones tienen muchos seguidores occidentales aunque su interpretación puede diferir significativamente respecto a la cultura y pensamiento asiático.

## Tradiciones
Las tres mayores tradiciones existentes en el oriente asiático son el taoísmo, el confucianismo y el sintoísmo.
El budismo, aunque se clasifica en la tradición dhármica, tiene bastantes puntos taoístas, así el budismo majaiana tiene una herencia común con las tradiciones del dharma y el tao. La clasificación a mayor escala de religiones del este evita esta polinización de las doctrinas indias y las del este asiático para evitar confusiones.

## Interacción con tradiciones dhármicas

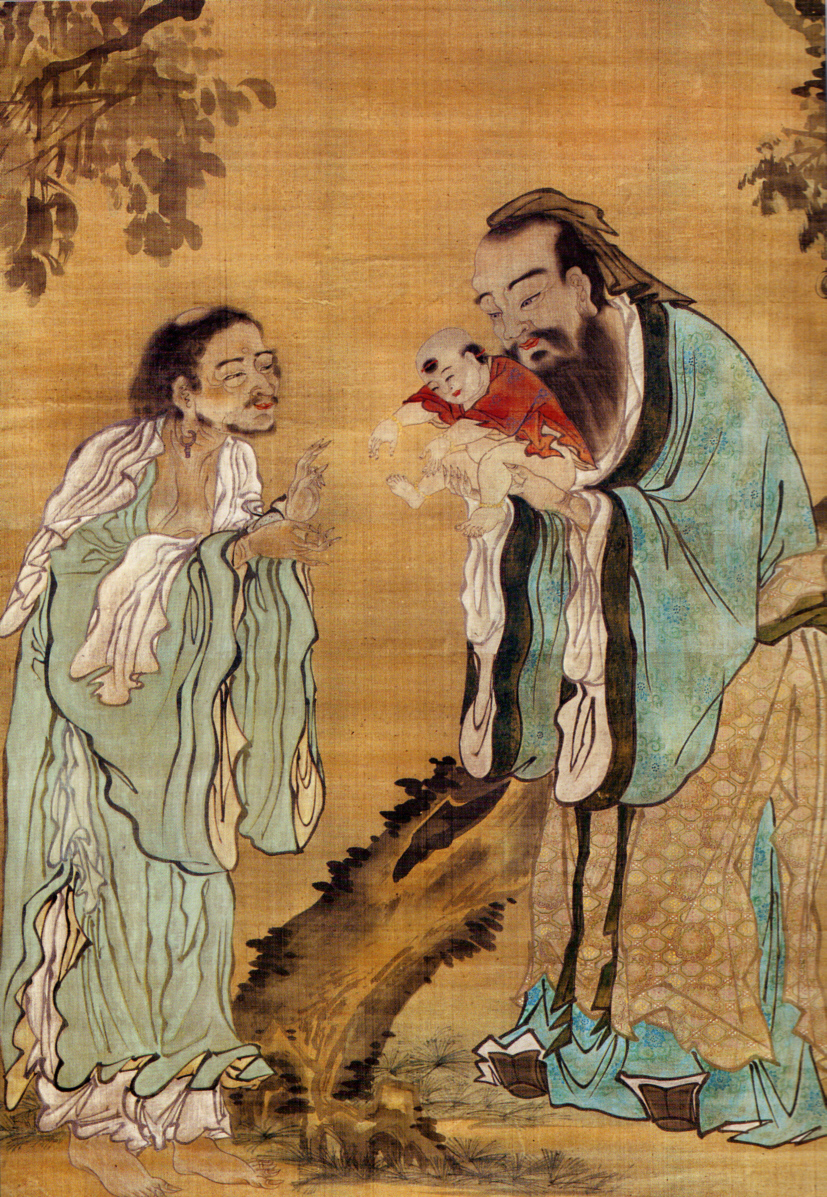
Pintura de Confucio presentando al joven Buda a Laozi.

### Taoísmo
El taoísmo o daoísmo (en chino, 道教; pinyin, dàojiào; literalmente, ‘enseñanza del camino’) es una tradición filosófica y espiritual de origen chino la cual enfatiza vivir en armonía con el tao (la ‘vía’ o el ‘camino’).
El tao es una idea fundamental en la mayoría de las escuelas que forman parte de la filosofía china; sin embargo, para el taoísmo es referido como el principio de unidad absoluta, y al mismo tiempo mutable, que conforma la realidad suprema y el principio cosmogónico y ontológico de todas las cosas. Así, para los taoístas el tao constituye la fuente, el patrón y la sustancia de todo lo existente.
El Dào Dé Jīng (en chino: 道德經) también conocido como Tao Te King o Tao Te Ching, es el libro que condensa las enseñanzas atribuidas al filósofo Lao-Tse, también llamado Lao Tzu, Lao Zi, Laozi (en chino simplificado y tradicional: 老子; en pinyin: lǎozǐ; literalmente 'viejo maestro') o Laocio.  Y aunque la existencia histórica de tal personalidad aún se debate, el libro es considerado como clave para la tradición taoísta. Junto con el Zhuangzi se consideran los textos clave de la tradición.
Y aunque los valores éticos taoístas varían dependiendo de las distintas escuelas, por lo general tienden a enfatizar el wu wei («la no acción» o acción sin intención), la naturalidad, la simplicidad, la espontaneidad, y sobre todo, los «Tres Tesoros»: 慈 «la compasión», 儉 «la frugalidad», y 不敢為天下先 «la humildad», mientras que pone menos énfasis en las normas y el ritual (en oposición al confucianismo).
El objetivo fundamental de los taoístas es alcanzar la inmortalidad, si bien, a veces no se entiende esta literalmente, sino como longevidad en plenitud. De la misma manera, se decía que las personas que vivían en armonía con la naturaleza eran inmortales. Lao-Tse fue deificado como dios taoísta ―un inmortal― encabezando un enorme panteón de héroes folclóricos., generales famosos y sabios, todos los cuales alcanzaron la inmortalidad. Así como la representación de uno de Tres Puros. Por otra parte, el logro de la inmortalidad a través de la alquimia externa (waidan) y la alquimia interna (neidan) fue un objetivo importante para muchos taoístas históricamente.
Las primeras formas del taoísmo se desarrollaron en el siglo IV a. C., influenciadas por las teorías cosmológicas de la Escuela de Naturalistas y el I Ching. La Escuela de Naturalistas fue una escuela filosófica que sintetizó los conceptos de yin-yang y los Cinco Elementos; Zou Yan es considerado el fundador. La primera forma organizada de taoísmo, la escuela Tianshi («Maestros Celestiales») surgió en el siglo II a. C. Xuanxue («aprendizaje profundo», también «neo-taoísmo») fue un importante movimiento filosófico influenciado por el confucianismo, que se centró en la interpretación del I Ching, el Dào Dé Jīng y el Zhuangzi y que floreció durante los siglos III a VI d. C. Los filósofos más importantes de este movimiento fueron He Yan, Wang Bi, Los siete sabios del bosque de bambú, Ge Hong y Guo Xiang. Los pensadores como He Yan y Wang Bi se centraron en la naturaleza profunda del Tao, que vieron como mejor ejemplificado por el término «Wu» (nada, no-ser, negatividad). Otras escuelas alcanzaron prominencia a lo largo de la historia de China, como la escuela Shangqing durante la dinastía Tang (618-907), la escuela Lingbao durante la dinastía Song (960-1279) y la escuela Quanzhen, que se desarrolló durante los siglos XIII-XIV y durante la dinastía Yuan.
Posteriormente, el taoísmo se mezcló con elementos del confucianismo, el budismo y la religión tradicional china. La forma concreta de religión taoísta que fue llevada a Taiwán en el siglo XVII es típica de esta tradición. La característica más distintiva de la práctica actual es la veneración de los antepasados.

### Confucianismo
El confucianismo (en chino: 儒家, pinyin: rújiào ‘doctrina de Confucio’), también conocido como ruismo (rújiào, ‘doctrina de los eruditos’) y a veces también llamado confucionismo, es un sistema de pensamiento con aplicaciones religiosas, rituales y morales, predicadas por los discípulos y seguidores de Confucio tras su muerte.
Las doctrinas del confucianismo se centran en los valores humanos como la armonía familiar y social, la piedad filial (孝, Xiao), ren (仁, «bondad» o «humanidad») y Lǐ (禮 / 礼), que es un sistema de normas rituales que determina cómo debe actuar una persona para estar en armonía con la ley del Cielo. El confucianismo tradicionalmente sostiene que estos valores se basan en el principio trascendente conocido como Cielo (天, Tiān) y también incluye la creencia en espíritus o dioses (shén). El confucianismo se podría entender como una ética social y humanista, de un sistema centrado en los seres humanos y sus relaciones. En el confucianismo se hace hincapié en los rituales formales de todos los aspectos de la vida, desde casi las ceremonias religiosas de estricta cortesía y deferencia a uno de los ancianos, especialmente a los padres y al Estado en la forma del emperador.
La tradición se desarrolló en torno a las enseñanzas de Confucio (Kǒng Fūzǐ, «Maestro Kong», 551-479 a. C.) que se consideraba a sí mismo como transmisor de los valores y la teología de los sabios antepasados. Otros influyentes filósofos confucianos clásicos incluyen a Mencio y Xun Zi, quienes estuvieron en desacuerdo sobre la naturaleza moral innata de los humanos. El confucianismo fue una ideología importante del Estado imperial durante la dinastía Han (206 a. C.-220 d. C.) y fue revivido como neoconfucianismo durante la dinastía Tang (618-907). Durante las dinastías chinas posteriores, como la dinastía Song (960-1297) y la dinastía Ming (1368-1644), así como en la dinastía Joseon coreana (1392-1897) un resurgimiento neoconfucionista dirigida por pensadores tales como Zhu Xi (1130-1200 ) y Wang Yangming (1472-1529) se convirtió en la escuela de pensamiento dominante y fue promovido por el Estado imperial. A partir de la dinastía Song, los clásicos confucianos fueron la base de los exámenes imperiales y se convirtieron en la filosofía central de la clase oficial erudita. El confucianismo sufrió reveses durante el siglo XX, pero recientemente ha experimentado un resurgimiento, que se denomina Nuevo Confucianismo.
El confucianismo ha ejercido una gran influencia sobre China, Corea, Vietnam, Japón, Taiwán, Hong Kong y Macao, así como por varios territorios poblados predominantemente por chinos, como Singapur. Fue la religión oficial de China hasta 1912, cuando se proclamó la República. El canon de la filosofía confuciana lo componen los Cuatro Libros. Su pensamiento se formó durante un largo período que abarca las épocas de primaveras y otoños y reinos combatientes (siglos VII al III a. C.). Cuando China fue reunificada por Qin Shi Huang (221 a. C.) ya era una doctrina perfectamente formada y definida, con muchos seguidores y un gran corpus textual. Tras la breve dinastía Qin, su núcleo fundamental se ha mantenido intacto, excepto por posibles errores de transmisión e interpolaciones que solo afectan lo accidental.

#### Neoconfucianismo
El neoconfucianismo (en caracteres chinos simplificados: 宋明理学; caracteres chinos tradicionales: 宋明理學; pinyin: Sòng-Míng Lǐxué o también acortado como 理學) es una filosofía china moral, ética y metafísica influida por el confucianismo y que incorpora ideas del taoísmo y el budismo. Fue originada por Han Yu y Li Ao (772-841) en la dinastía Tang y tuvo un lugar prominente durante las dinastías Song y Ming. El neoconfucianismo, surgió como respuesta al predominio del taoísmo y el budismo en los ámbitos intelectual y político.

### Budismo zen
El zen o budismo zen (chán en chino) es una escuela de budismo mahāyāna que se originó en China durante la dinastía Tang. El budismo chán se convirtió en varias otras escuelas, incluidas muchas escuelas zen japonesas, a las que a veces se refiere el término «zen». 
La palabra «zen» es la abreviación de zenna, pronunciación japonesa de la palabra china 禪那 (chánnà), que a su vez proviene de la palabra sánscrita dhyāna, que significa ‘meditación’. Cabe destacar que el maestro japonés Daisetsu Teitaro Suzuki iguala el dhyāna con el zazen (en chino 坐禅 zuòchán, ‘meditación sentado’).
El zen enfatiza la rigurosa práctica de la meditación sentada (zazen), la comprensión de la naturaleza de la mente (見 性, Ch. jiànxìng, Jp. kenshō, "percibir la verdadera naturaleza") y la expresión personal de esta visión en la vida diaria, especialmente en beneficio de los demás. Como tal, desestima el mero conocimiento intelectual y favorece la comprensión directa (prajñā) a través de la práctica espiritual y la interacción con un maestro consumado.

### Religión tradicional china
La religión tradicional china (también conocida como religión popular china, religión tradicional Han o shenismo) es la religión propia y autóctona de China. Comprende un rango de prácticas tradicionales de los chinos han, incluyendo la diáspora china. Es una religión politeísta y con ciertos elementos del chamanismo, profundamente influenciada por el budismo, el confucianismo y el taoísmo. Vivienne Wee ha descrito a esta religión como «una taza vacía, que puede ser diversamente llenada con los contenidos de religiones institucionalizadas como el budismo, el taoísmo, el confucianismo y religiones sincréticas chinas». Esto incluye la veneración de shen (espíritus) y antepasados.Se rinde culto a deidades e inmortales, que pueden ser deidades de lugares o fenómenos naturales, del comportamiento humano, o fundadores de linajes familiares. Historias sobre estos dioses están recopiladas en el corpus de la mitología china. Para tiempos de la dinastía Song (960–1279), estas prácticas se habían sincretizado con doctrinas budistas, confucianistas y taoístas para formar el sistema religioso popular que ha perdurado de muchas maneras hasta la actualidad.
El gobierno actual de China continental, al igual que las dinastías imperiales, tolera las organizaciones religiosas populares en tanto apoyen la estabilidad social pero las suprime o persigue cuando teme que la socaven. Actualmente es la religión predominante en China y, a pesar de ello, su número de creyentes es difícil de calcular ya que las fuentes varían entre 880 millones y 390 millones; además, en las encuestas y censos del gobierno chino por lo general las personas se afilian como budistas o taoístas si es que se afilian acaso. Siendo una religión sincrética, resulta difícil diferenciarla de las otras tradiciones espirituales chinas más organizadas. 
Tras la caída de la dinastía Qing en 1911, gobiernos y élites modernizantes condenaron la «superstición feudal» y se opusieron o intentaron erradicar prácticas religiosas tradicionales que creían estaban en conflicto con los valores modernos. Para finales del siglo XX, estas actitudes empezaron a cambiar tanto en Taiwán como en China continental, y muchos académicos tienen ahora una perspectiva positiva hacia la religión.En tiempos recientes, la religión tradicional ha estado experimentando un reavivamiento en ambas regiones. Algunas formas han recibido entendimiento o reconocimiento oficial como una preservación de la cultura tradicional, tales como el matsuísmo y la doctrina sanyi en Fujian, el culto a Huangdi, y otras formas de culto local, por ejemplo los cultos a Longwang, Pangu o Caishen.

### Sintoísmo
El sintoísmo o shintoísmo (神道 Shintō?) es una religión originada en Japón, a veces considerada la religión indígena de Japón. Junto con el budismo, es una de las dos principales religiones del país.
Una de las religiones del este asiático, se basa en la veneración de deidades o espíritus sobrenaturales que existen en toda la naturaleza y que en japonés son llamados kami. La conexión entre estos espíritus y la naturaleza permite considerar el sintoísmo como una religión animista.
Algunos kami son locales y son conocidos como espíritus o genios de un lugar en particular, pero otros representan objetos naturales mayores y procesos, por ejemplo, Amaterasu, la diosa del Sol.

## Otras clasificaciones
- Religiones monoteístas: religiones abrahámicas (judaísmo, cristianismo, islam), zoroastrismo y sijismo
- Religiones brahmánicas: brahmanismo, hinduismo, jainismo y budismo.
- Religiones chinas: confucianismo y taoísmo
- Religiones japonesas: sintoísmo y budismo zen.